# Bersant Celina
Bersant Celina (* 9. September 1996 in Prizren, BR Jugoslawien) ist ein norwegisch-kosovarischer Fußballspieler.

## Herkunft und Familie
Celina wurde in Prizren in der damaligen Bundesrepublik Jugoslawien (heute Kosovo) geboren und zog im Alter von zwei Jahren ins norwegische Drammen.
Celinas älterer Bruder Behajdin (* 1993)  ist ebenfalls Fußballspieler.

## Karriere

### Verein
Celina begann seine Karriere im Jahr 2007 in Drammen beim Strømsgodset IF und wechselte 2012 mit 15 Jahren in die Jugend von Manchester City. Dort spielte er bis Sommer 2015 – etwa in der UEFA Youth League – und rückte, nachdem er bereits im Juli 2014 einen Profivertrag bis zum 30. Juni 2017 erhalten hatte, zur Saison 2015/16 in den Herrenbereich auf. Am 9. Januar 2016 debütierte Celina schließlich in der ersten Mannschaft, als er von Trainer Manuel Pellegrini beim 3:0-Auswärtssieg gegen Norwich City in der 3. Runde des FA Cup in der 85. Spielminute für Kelechi Iheanacho eingewechselt wurde. Am 6. Februar 2016 folgte Celinas Debüt in der Premier League, als er bei der 1:3-Heimniederlage gegen Leicester City in der 77. Spielminute für David Silva eingewechselt wurde. Nach Leihen zum FC Twente Enschede und Ipswich Town, wechselte er zu Swansea City. Nach zwei Jahren wechselte er in die Ligue 1 zum FCO Dijon. Ab Sommer 2021 folgten Leihen zu Ipswich Town, Kasımpaşa Istanbul, Stoke City und AIK Solna.
Anfang 2024 wurde er fest von AIK Solna verpflichtet.

### Nationalmannschaft
Celina spielt seit Oktober 2011 für die Juniorenteams Norwegens. Ab September 2015 war er in der norwegischen U-21-Auswahl aktiv.
Seit 2014 ist Celina Nationalspieler des Kosovo. 2015 wurde er vierter offizieller Torschütze des Landes. Beim Debüt des Kosovo als FIFA-Mitglied erhielt er in der 36. Minute einen Platzverweis.

## Erfolge
Manchester City
- League-Cup-Sieger: 2015/16